# Йохан фон Шварценберг
Йохан фон Шварценберг (на немски: Johann von Schwarzenberg, „der Starke“; Johann Freiherr zu Schwarzenbergd-Hohenlandsberg; * 25 декември 1463; † 21 октомври 1528, Нюрнберг е фрайхер и господар на Шварценберг-Хоенландсберг-Васендорф, дворцов майстер на княжеския епископ на Бамберг.

## Живот
Той е единственият син на фрайхер Зигмунд фон Шварценберг († 1502), господар на Хоенландсберг, и втората му съпруга Ева фон Ербах († 1489), дъщеря на Ото, Шенк фон Ербах († 1468) и Амелия фон Вертхайм, дъщеря на граф Михаел I фон Вертхайм († 1440). Внук е на фрайхер Еркингер I фон Зайнсхайм (1362 – 1437) и Барбара фон Абенсберг († 1448). Сестра му Кунигунда фон Шварценберг-Хоенландсберг († сл. 1473) е омъжена за Йохан фон Шлайнитц.
Йохан е дворцов майстер на княжеския епископ на Бамберг. По нареждане на княз-епископ Георг III Шенк фон Лимпург († 1522) той пише „Бамбергския съдебен ред“ (Brandenburgische peinliche Gerichtsordnung, Brandenburgica; Bamberger Halsgerichtsordnung), наречен Bambergensis, който е базис за по-късния Constitutio Criminalis Carolina на Карл V от 1530 г. Йохан е приятел на Мартин Лутер.
През 1507 г. Йохан е вожд на „франкското рицарско движение“. От 1522 до 1524 г. той член на имперския полк и при отсъствие на Карл V е щатхалтер на империята. Той пише морално-сатирични стихотворения, преводи (преди всичко на Цицерон) и реформаторски произведения.
Йохан фон Шварценберг умира на 21 октомври 1528 г. в Нюрнберг на 64 години и е погребан в църквата „Св. Йоханис“ (Нюрнберг).

## Фамилия
Йохан фон Шварценберг се жени на 24 август 1485 г. за графиня Кунигунда фон Ринек (1469 – 1502), дъщеря на граф Филип II фон Ринек († 1497) и Анна фон Вертхайм-Бройберг († 1497). Те имат дванадесет деца:
- Магдалена фон Шварценберг-Хоенландсберг (*/† 31 март 1487)
- Кристоф I фон Шварценберг (* 28 юли 1488; † 9 януари 1538), господар на Вайерн, Траублинг и Егенхофен, женен I. на 12 май 1509 г. за графиня Ева фон Монфор († 1527), II. на 1 януари 1528 г. за Схоластика Нотхафт фон Вернберг († 1589)
- Барбара фон Шварценберг-Хоенландсберг (* 9 февруари 1490; † август 1525)
- Филип фон Шварценберг-Хоенландсберг (*/† 16 юли 1491)
- Анна фон Шварценберг-Хоенландсберг (* 8 септември 1492; † 1532), омъжена за Мелхиор фон Зайнсхайм († 1520)
- Кунигунда фон Шварценберг-Хоенландсберг (* 29 август 1494; † сл. 1511)
- Хелена фон Шварценберг-Хоенландсберг (* 9 ноември 1495; † сл. 1514), омъжена за фрайхер Улрих VII фон Закс († 23 август 1538)
- Паул фон Шварценберг-Хоенландсберг (* 12/13 юли 1497/1498; † 18 май 1535)
- Фридрих фон Шварценберг (* 19 септември 1498; † 12 септември 1561), фрайхер на Шварценберг-Хоенландсберг, женен I. 1523 г. за графиня Ванделбурга фон Хелфенщайн († 1528), II. на 8 септември 1529 г. за графиня Мария фон Вертхайм († 1536), III. на 15 март/8 април 1537 г. за Анна фон Йотинген († 1549)
- Агнес фон Шварценберг-Хоенландсберг (* 21 септември 1499; † сл. 1514)
- Урсула фон Шварценберг-Хоенландсберг (* 15 август 1500)
- Маргарета фон Шварценберг-Хоенландсберг (*/† 27 октомври 1502)